# Dan Dediu
Dan Dediu (n. 16 martie 1967, Brăila) este un compozitor român. Profesor universitar doctor, între 2008-2016 a ocupat funcția de Rector al  Universității Naționale de Muzică București. Este căsătorit cu muzicologul prof.univ.dr. Valentina Sandu-Dediu.

Dan Dediu, foto: Mihai Cosma

## Studii
- Liceul de Muzică "George Enescu" din București, clasa pian cu Constantin Nițu (1981-1985).
- Conservatorul de Muzică "Ciprian Porumbescu" din București, secția compoziție cu Ștefan Niculescu și Dan Constantinescu (1985-1989). Licență în compoziție cu Diplomă de merit.
- Studii post-universitare la "Hochschule für Musik und darstellende Kunst", Viena (Austria) - compoziție cu Francis Burt, în urma burselor "Gottfried von Herder" și "Alban Berg" acordate de către fundațiile FVS Hamburg și respectiv Alban Berg (1990-1991).
- Studii de filosofie la Universitatea din Viena (1991).
- Doctorat în muzicologie la Academia de Muzică din București, teza cu subiectul "Fenomenologia actului componistic. Arhetip, arhetrop și ornament în creația muzicală", îndrumător științific prof.dr. Victor Giuleanu (1992-1995).
- Fellow al New Europe College, Institut de Studii Avansate, rector prof.dr. Andrei Pleșu, București (1997-1998).
- Bursier la Berlin al Fundației Culturale Zuger Kulturstiftung Landis & Gyr, Zug (Elveția) în 2002.

## Activitate
Cadru universitar la Universitatea Națională de Muzică din București, catedra de compoziție - disciplinele compoziție și forme muzicale (asistent din 1991, lector din 1995, apoi conferențiar din 1999, profesor, șeful catedrei de compoziție din 2000 și Rector din 2008).
- Conferințe (Visiting Professor) la Queen's University of Belfast, Irlanda de Nord: 1994
- Stagiul în informatică muzicală la IRCAM, cu Tristan Murail și Philippe Manoury, Paris: iunie-iulie 1994
- Membru al Grupului de cercetare cu tema Studii de lingvistică și stilistică muzicală asistată de calculator, coordonat de prof.univ. Dinu Ciocan, la Academia de Muzică din București: 1993-1995
- Director artistic al Festivalului Internațional de Muzică Contemporană "Săptămâna Muzicii Noi", București: 23-30 mai 1999, 2001, 2007, 2008, 2016 și 2017
- Granturi de cercetare și conferințe: Taipei University  (2000), Haga (Olanda 2013), Londra (Marea Britanie 2012), Luzern (Elveția 2010), Hamburg, Berlin (Germania, 2001, 2002, 2009, 2005, 2003), Weimar (Germania, 2007), Bamberg (Germania, 2006-7), Belfast (Irlanda de Nord, 1994), Paris (Franța, 1994)
- Fondator și Director artistic al Ansamblului de Muzica Nouă "Profil", din 2003 (6-15 instrumentiști)
- A participat la emisiuni de radio și televiziune. Realizator a două cicluri de emisiuni pentru TVR Cultural (Aventura sunetelor, Muzici dintr-o expoziție)
- Numeroase apariții în recitaluri ca pianist. De asemenea, activitate dirijorală în interpretarea propriilor compoziții.

## Membru al următoarelor societăți profesionale și artistice
- Uniunea Compozitorilor și Muzicologilor din România (UCMR) din 1990; membru în biroul de muzică de cameră și simfonică al UCMR din 1994.
- Secțiunea Națională a Societății Internaționale de Muzică Contemporană (SIMC) din 1992; din iunie 2003 membru în Comitetul Executiv al SNR-SIMC.
- Societatea Română Mozart, Cluj-Napoca din 1992.
- SACEM, Paris din 1993.

## Membru în jurii naționale și internaționale
- Concursul internațional de compoziție ”George Enescu”: 2008, 2010, 2012, 2014, 2016
- Concursul de Compoziție "Paul Constantinescu", Ploiești: 2000, 2001, 2002
- Concursul de Compoziție "Alexandru Zirra", Iași: 2001, 2002
- Concursul Național de Interpretare a Liedului Românesc, Brașov: 2003
- Concursul European de Compoziție "De la romantici la contemporani", București: 2008
- Concursul Internațional de Compoziție și Interpretare ”ICon Arts”, Cisnădie, Sibiu: 2005, 2007, 2008, 2011

## Premii
- Premiul I, Concursul Național de Compoziție "Gh. Dima", Cluj-Napoca: 1986, 1988.
- Premiul I, Concursul Internațional de Compoziție, pentru Voci de corn dintr-un requiem necunoscut op.19, Budapesta-Barcs (Ungaria): 1990.
- Premiul I și Marele Premiu "George Enescu", Concursul Internațional de Compoziție "George Enescu" pentru Simfonia I - Lumini tainice op.24, București: 1991.
- Premiul al II-lea, Concursul Internațional de Compoziție, pentru 3/2 op.28, Ludwigshafen am Rhein (Germania): 1991.
- Premiul al III-lea, Concursul Internațional de Compoziție "Mozart 1991" pentru Motto-Studien op.23, Viena (Austria): 1991.
- Premiul al III-lea, Concursul Internațional de Compoziție "Carl Maria von Weber" pentru Cvartetul de coarde nr.3 op.22, Dresda (Germania): 1991.
- Premiul pentru muzică "George Enescu" al Academiei Române pentru Cvartetul de coarde nr.3 op.22, București: 1991.
- Premiul pentru muzică de cameră al UCMR pentru Voci de corn dintr-un Requiem necunoscut op.19, București: 1992.
- Selecție pentru ISCM World Music Days, Varșovia (Polonia): 1992.
- Premiul pentru muzică corală al UCMR, Concursul Național de Muzică Corală: 1993.
- Selecție pentru Composers' Forum, Tokio (Japonia): 1993.
- Premiul pentru muzică simfonică al UCMR pentru Hyperkardia op.39, București: 1995.
- Premiul pentru operă al UCMR pentru Postficțiunea op.50, București: 1998.
- Premiul pentru muzicologie al UCMR pentru volumul Dan Constantinescu - esențe componistice (împreună cu Valentina Sandu-Dediu), București: 1998.
- Premiul pentru lucrare corală amplă al UCMR pentru Stabat Mater, București: 1999.
- Premiul pentru lucrare didactică al UCMR pentru Introduceri și Cântecele ariciului op.72 pentru pian, București: 2000.
- Premiul Agenției Române pentru Dezvoltare (ARD) pentru lucrarea de orchestră Frenesia op.84 cu ocazia EXPO 2000 Hanovra, București: 2000.
- Premiul I, Galliard Ensemble International Competition pentru cvintetul de suflători Aurorae op.82, Londra: 2000.
- Premiul I, Orchestre de Flutes Francaises, Ier Concours de Composition pentru Spaima op.87 Paris: 2000.
- Premiul UCMR pentru muzică de cameră pentru Latebrae op.79 (trio), București: 2001.
- Premiul Prometheus "Opera Prima" acordat de Fundația "Anonimul", București: 2002.
- Premiul de operă "Neuköllner Opernpreis" pentru opera Münchhausen - Herr der Lügen (libret de Holger Siemann), Berlin: 2002.
- Premiul “Compozitorul anului 2003” decernat de Societatea Română de Radio, 2003
- Premiul ATF pentru emisiunea „Aventura sunetelor” de la TVR1 și TVR Cultural, 2004
- Premiul pentru Muzică pe anul 2004  al revistei “Cuvântul”, București, 2004
- Ordinul și Medalia Meritul pentru Învățământ, în grad de Ofițer, 2004
- Premiul pentru muzică simfonică al UCMR pentru lucrarea „Grana”, 2004
- Premiul de excelență acordat de revista „Actualitatea Muzicală”, 2006
- Premiul pentru muzică de cameră al UCMR, pentru lucrările De tenebrae și Cvartetul de coarde nr. 4, 2007
- Premiul de excelență al UCMR pentru formația „Profil”, în calitate de director artistic, 2007
- Ordinul și Medalia Meritul Cultural, în grad de Cavaler, 2008
- Premiul pentru muzică simfonică al UCMR pentru lucrarea „Hyperkardia III”, 2011
- Premiul Maestro al Forumului Muzical Român pentru opera „O scrisoare pierdută”, 2013
- Doctor honoris causa la Universității de Arte „George Enescu”, Iași, 2014
- Ordinul și Medalia Meritul Cultural, în grad de Ofițer, 2014
- Premiul pentru muzică concertantă al UCMR pentru lucrarea „Febra”, 2015

## Creația
- op.1  Cinci piese pentru pian (1985) P.a. Dan Dediu, Academia de Muzicã, martie 1986
- op.2  Arii latine pentru voce si pian (1986); Premiul I la concursul "G.Dima"-Cluj (1986) P.a. Christian Alexandru Petrescu (voce), Dan Dediu (pian), 1986.
- op.3  Litanie pentru un fluture pentru voce, recitator și pian, pe versuri de V.Voiculescu (1986)
- op.4  Sonata pentru douã piane (1986) P.a. Racz Aladar și Dan Dediu, mai, 1987
- op.5  Cvartet de coarde nr.1 (1987) ; Premiul I la concursul "G.Dima"-Cluj (1988) P.a. mai 1987 cu Sergiu Năstasă, Valentin Năstasă, Theodor Coman, Ovidiu Marinescu
- op.6  Trei Sonate pentru pian : nr.1 (1987), nr.2 (1987), nr.3 (1988) P.a. Dan Dediu.
- op.7  Sonata pentru vioarã solo (1987) P.a. Anca Rațiu, 1987.
- op.8  Nocturnis larvis - Concertino pentru pian și orchestră (1988)
- op.9  Cvartet de coarde nr.2 (1988-89)
- op.10 Vaier pentru vioarã,violã si flaut (1987) (interpretat la Radiodifuziunea Românã în iunie 1987 de cãtre Florin Tudor, Valentin Nãstasă și Constantin Bordei)
- op.11 Sfera nestãrii pentru douã piane (1989) P.a. Valentina Sandu și Dan Dediu.
- op.12 Sphinxes pour une Symphonie pentru voce si pian (1989) P.a. Christian Alexandru Petrescu (voce), Dan Dediu (pian). Înregistrare CD, DDCD-1001, UCMR-ADA, produs de Radiodifuziunea Română, 1998
- op.13 Grai valah - Trei Madrigale pentru cor mixt (sau patru solisti), versuri de V.Voiculescu - 1989
- op.14 Trupuri de stihii pentru voce si cvartet de coarde, pe versuri de Maria Banuș (1989)
- op.15  Sfera nestãrii - Simfonie concertantã pentru voce, violoncel si orchestrã (1989-1990)
- op.16  Nãlucã pentru vioarã solo (1989) . P.a. de Anca Rațiu (1990).
- op.17 Ornements - Simfonie pentru orchestrã de coarde (1989 - 1990); Prima audiție în cadrul "Sãptãmânii Muzicii Noi", București, mai 1991, cu orchestra "Concerto" dirijatã de Dorel Pașcu. Imprimare pe disc Electrecord ST-CS 0267
- op.18  Vertiges de la Lontaneité pentru octet de suflãtori /2 ob.,2 cl.,2 fg., 2cor./ (1990/1995) P.a. Constanța, 5 noiembrie 1995, Formația de suflãtori a Filarmonicii G.Enescu, București, dir. Aurelian-Octav Popa.
- op.19  Hörner-Stimmen aus einem unbekannten Requiem pentru patru corni în Fa (1990); Premiul I la concursul internațional de compoziție de la Budapesta-Barcs (1991); Selectatã pentru ISCM World Music Days, Varșovia,1992; Imprimare cu "Alexander-Horn-Quartett", Budapesta. Premiul Uniunii Compozitorilor și Muzicologilor din România pentru muzicã de camerã pe anul 1992.
- op.20 Das Gespenst der Ornamente pentru marimbafon solo (1990)
- op.21 Caricatures granulaires pentru flaut, saxofon, vioarã și violoncel (1990)
- op.22 Cvartet de coarde nr.3 (1990) ; Premiul III la concursul internațional de compoziție de la Dresda, Germania; înregistrãri cu "Antares Quartett"-Viena și "Kokor-Quartett"- Dresda. CD cu formația Pro Contemporania, DDCD-1001, UCMR-ADA, produs de Radiodifuziunea Română, 1998
- op.23 Motto-Studien für Orchester (1990); Premiul III la concursul internațional de compoziție de la Viena; Primã audiție cu orchestra Budapester Symphoniker la Viena, dirijor Andras Ligeti , în festivalul WIEN MODERN '93. Alte audiții: 5 februarie 1994, Filarmonica G.Enescu, București, dir. Horia Andreescu; Orchestra de Camerã a Radiodifuziunii, dir. Ludovic Bacs.
- op.24  Simfonia I - "Lumieres secretes" pentru orchestrã (1991); Premiul "George Enescu" la concursul internațional de compoziție de la București; Primã audiție în cadrul "Sãptãmînii internaționale a Muzicii Noi", București, mai 1992 , cu orchestra Academiei de Muzicã- București dirijatã de Dorel Pașcu.
- op.25 Kärntner-Straße, Wien pentru sopranã, synthesizer și 13 instrumentiști (1991)
- op.26 Evanescence pentru douã piane (1991)
- op.27 Simfonia a II-a - "Embargo" pentru alto și orchestrã mare (1991-92). Primã audiție la Constanța și București la 26-28 mai 1995, cu Orchestra simfonicã din Constanța,  dirijor Aurelian-Octav Popa, solistã Christina Ascher (Germania).
- op.28  3/2 pentru 2 viori (1991); Premiul II la concursul internațional de compoziție de la Ludwigshafen am Rhein,1992, Germania.
- op.29  Nostradamusiques pentru clarinet și bandã (1992/1994); Prima audiție : Festivalul de muzicã contemporanã de la Chișinãu, 1992, cu Emil Vișenescu. Revãzutã în 1994 pentru recitalul lui A.O.Popa (5.06.1994). Cântatã în “Wagmer-Höst”, Tönsberg, Norvegia (21 octombrie 1995) de cãtre clarinetistul Roger Vigulf și la festivalul de la Katowice, Polonia (18 octombrie 1995) de cãtre clarinetista Patricia Kostek (Canada).
- op.30  Blasons pentru trio de coarde (1992); Comandã a Fundației "Alban Berg" din Viena. Primã audiție în cadrul festivalului WIEN MODERN '92, 11 nov., cu Arcus-Ensemble,Wien.
- op.31 Griffon pentru violã și pian (1992). Primã audiție Sanda Crãciun - Valentina Sandu-Dediu. Înregistrat pe CD, DDCD-1001, UCMR-ADA, produs de Radiodifuziunea Română, 1998
- op.32 Narcotic spaces pentru 15 instrumente (1992); Comandã a ansamblului "20.Jahrhundert", dirijat de dr.Peter Burwik. Primã audiție în cadrul festivalului WIEN MODERN '92, și în Sãptãmâna Internaționalã a Muzicii Noi, București 1994.
- op.33 Tabula Angelorum pentru orchestrã mare (1993)
- op.34 Puck pentru pian (1993)
- op.35 Arachné pentru clarinet, procesor de sunet și computer (1992)
- op.36 Mikrobenmusik pentru clarinet, violã și pian (1993). Inițial gânditã ca muzicã de balet pentru compania "Contemp" condusã de Adina Cezar. Interpretatã în concerte la Frankfurt/Main, Mainz, Cairo de cãtre trio-ul "Aperto" (Dan Avramovici, Ladislau Csendes, Dolores Chelariu), apoi la Viena (24 noiembrie 1998), cu formația New Art; Tipãritã la PEER-Verlag, Hamburg-New York, 1998
- op.37 Coruri (lucrãri didactice; douã dintre ele finaliste la concursul național de creație coralã 1993: "Inscripție crãpatã" și "Cine e morarul?", acesta din urmã obținând Premiul Uniunii Compozitorilor.)
- op 38 Glastonperlenspiel pentru clarinet, saxofoane, percuție, pian și bandã (1993). Dedicatã trio-ului "Contraste" din Timișoara. P.a. pe 19.05.1994 la Timișoara.
- op.39 HYPERKARDIA I pentru orchestrã de camerã (1993) (Înregistrare cu Orchestra de Camerã a Radiodifuziunii, dirijor Ludovic Bacs, 2.11.1994). P.a. Viena, 9 noiembrie 1998, ansamblul Kontrapunkte, dirijor Peter Keuschnig. Folositã ca muzicã de balet pentru compania “Contemp”. Concerte în Statele Unite la New York, New Jersey.  Premiul Uniunii Compozitorilor și Muzicologilor din România pentru muzicã simfonicã pe anul 1995.
- op.40 PaksakAGLIA pentru violoncel solo (1993)
- op.41 Passacaglia cathoptrica pentru orgã (1993)
- op.42 The Agony of the Unicorn pentru vioarã și pian (1994) (Primã audiție: Irina Mureșanu, Valentina Sandu-Dediu, iulie 1994. Reluatã în 10 ianuarie 1995 - aceeași interpreți - și în aprilie 1995 - formația  Sciolto din Frankfurt/Main.)
- op.43 Concert no.1 pentru pian și orchestrã (1994/1998)
- op.44a Parerga agonica pentru mezzosopranã și saxofoane (1994)
- op.44b Parerga agonica pentru mezzosopranã și clarinet (1994/95)
- op.45 5 Bagatelle pentru 7 viori și pian (1994).Scrisã la rugãmintea lui Laurențiu Dincã (Berlin). Interpretatã la Berlin, Tokio, Osaka, aprilie, mai, 1995.
- op.46 LUNA pentru celesta (1994)
- op.47 Sepia Girl for clarinet in B & viola (1994). Primã audiție: Sanda Crãciun și Aurelian Octav Popa, București iunie 1995. CD Pro Viva, LC 6542, Intersound GmbH, München, 1997
- op.48 Prelude a l'apres-midi d'un (grif)faune, MikrOper für Bratsche solo (1994) - micro-operã pentru violã solo (înregistrare Leipziger Rundfunk, Sanda Crãciun). Alte interpretãri: 24 octombrie 1995, Marius Ungureanu, Elveția.
- op.49 Gotische Melancholien, Passion-KonzertOper für Bratsche & 11 Streicher (1994-1995). Primã audiție 22 noiembrie 1995 , Marius Ungureanu (violã), orchestra “Concerto” , dir. Dorel Pașcu.
- op.50 Post-ficțiunea - dramma giocoso - operã de camerã în douã acte pe un libret propriu pentru 5 soliști, 13 instrumente și bandã magneticã. P.a. 26 mai 1996, Opera Naționalã din București, dir. Rãzvan Cernat, regia Cristina Cotescu; soliști: Stanca Bogdan, Oana Andra, George Marin, Christian Alexandru Petrescu, Stefan Popov; difuzatã la TVR2; reportaj despre”Postficțiunea” realizat de Andrei Mãgãlie și L. Constantinescu, Premiul pentru operă al Uniunii Compozitorilor și Muzicologilor din România pe anul 1998.
- op.51a Cartoon-Variations on a Theme by Mozart (1995) pentru oboi, clarinet, saxofoane, ocarinã alto, ocarinã octobas și percuție. P.a. New-York cu Emil Șein, Romeo Rîmbu
- op.51b Cartoon-Variations on a Theme by Mozart  pentru clarinet, saxofoane, ocarine, pian și percuție. P.a. “Trio Contraste”, Hong-Kong, octombrie, 1995; apariție pe CD Trio Contraste
- op.52 Stabat Mater pentru cor a cappella (1995)  P.a. (în pãrti): Hamburg, 6 iunie 1998 (Neue Moskauer Chor); Viena, 25 noiembrie 1998 (Wiener Singverein)
- op.53 Don Giovanni/Juan - SonatOperã pentru vioarã și pian. P.a. Irina Mureșanu (vioarã), Valentina Sandu-Dediu (pian), august 1995. Înregistrare CD, DDCD-1001, UCMR-ADA, produs de Radiodifuziunea Română, 1998
- op.54 Till Eulenspiegel, ein kondersiertes Vaudeville (1995) - pentru clarinet piccolo (în mi bemol) și percuție. Comandã a clarinetistului norvegian Roger Vigulf. P.a. Hamburg, 5 iunie 1998 cu Petra Hahn și Nils Grammerstorf (Portret componistic).  op.55 Senza accompagnamento pentru voce solo (și orchestrã virtualã) (1995). Recitativ și arie   pe versuri de Giuseppe Ungaretti. Dedicatã sopranei Christina Ascher, Germania. P.a. 10 decembrie 1997, Frankfurt/Main. Cronicã excelentă în Frankfurter Allgemeine Zeitung: “Exzentrische Oper ohne Instrumente”
- op.56 Pavana per Don Quijote pentru viola d’amore și pian. (1996) P.a. Darmstadt, 18 februarie 1996, Ladislau Csendes și Dolores Chelariu.
- op.57 Notturnissime pentru flaut și clavecin (1996); P.a. Dolores & Daniel Kessner, Olomouc, Cehia, mai 1998; Constanța,1998  op.58 Variations stylistiques et syntaxiques pe versuri de Tristan Tzara pentru sopranã și pian (1996). CD La clé de l’horizon – musiques pour Tristan Tzara, produs de Asociația Culturală Tristan Tzara, Moinești, 1998
- op.59 Wolfiana - 6 Lieduri pentru sopranã și pian pe versuri de Șerban Codrin (1996). P.a. Bianca și Remus Manoleanu, Slobozia, 5 mai 1996. Alte audiții: București, Sala micã a Palatului, 3 iunie 1996 și Constanța, iulie 1996.
- op.60 Sonata a IV-a pentru pian (1996). P.a. concert New Europe College, 21 noiembrie 1997; portret componistic 2 dec.1997, Sala “Auditorium” (interpr.D.Dediu)
- op.61 Simfonia a III-a, “Capriccioso” (1996) P.a. 14 iunie 1997, Filarmonica “G.Enescu”, Orch.Fil., dir.Aurelian-Octav Popa; 14 octombrie 1998, Orch. de Camerã Radio, dir.Horia Andreescu
- op.62 Lux aeterna - Concert pentru mezzosopranã și cor mixt a cappella (1996) P.a. (în parte): Hamburg, 6 iunie 1998, Neue Moskauer Chor.
- op.63 Sonatina surrealissima pentru clarinet solo (1997) .P.a. Concert 23 februarie 1998, Emil Vișenescu. Tipãritã la Editura Muzicalã, 1997
- op.64 Levantiques - 12 Piéces pour piano (Ier Livre) (1997) P.a. : portret componistic 2 dec.1997, Sala “Auditorium” (interpretarea: D.Dediu). Lucian Badian Editions, Ottawa
- op.65 Gothic Concerto pentru 7 instrumentiști (1997) Comandã “Archaeus”. P.a. parțialã: 12 ian.1998, form.Archaeus, dir. Liviu Dãnceanu Alte audiții: München, Cagliari, Sevilla, Moscova. Editura Muzicală 1997
- op.66 Rafales pentru pian (1997) P.a. 8 iunie 1999, București (Dan Dediu)
- op.67 Simfonia a IV-a pentru vioarã obligată și orchestrã (I.Canzona labirintica II.Choralvorspiel III.Idylle IV.Notturna gotica V. Große Fuge) (1997-1999) P.a. 27 ianuarie 2000, București, Orchestra de cameră Radio, dir.Roberto Salvalaio, solist Valentin Năstasă
- op.68a Chansons gotiques pentru saxofoane și orgã (1997-98); Comandã Emil Sein
- op 68b Chansons gotiques pentru saxofoane și orchestră (1997-2000) P.a. SIMN, 26 mai București, Daniel Kientzy, Orch.Națională Radio, dir.Corneliu Dumbrăveanu
- op.69 DE CAELO pentru 6 clarinete (1998) P.a. Concert Sala Radio, 4 martie 1998. Dir. A-O Popa (interpreti: Dan Avramovici, Emil Vișenescu, Iulian Rusu, Nadia Hamoudi, etc). Înregistrare CD, DDCD-1001, UCMR-ADA, produs de Radiodifuziunea Română, 1998
- op.70 Concerto per quattro pentru clarinet, violă și pian la patru mâini (1998-99). P.a. 8 iunie 1999, Sala Auditorium, București. Comandã: Sanda Crãciun și A.O.Popa
- op.71 Choralvorspiele des Schreiseins pentru vioarã și orgã (1998); Comandã: Dolores Chelariu, Ladislau Csendes P.a. 18 iunie 1998, Atheneul Român
- op.72 Introduceri și Cântecele ariciului. 7 Bagatelle pentru pian (1998-99) P.a. 8 iunie 1999, Valentina Sandu-Dediu. Editura Muzicală, 2000.
- op.73 Lumineszenz des Schreiseins. Stummes Lieder-Theater für ein unvollständiges Streichquartett pentru vioarã și violã (1998); Comandã: DRUM, Zürich; P.a.Tübingen, 18 iunie 1998, DRUM
- op.74 Hörreste, sehreste…Trei lieduri pe versuri de Paul Celan, pentru alto, bas șI pian (1998); P.a.:Wissenschaftskolleg zu Berlin, 10 iulie 1998: Weyma Lübbe, Murat Cizakca, Klaus Flashar
- op.75 Lichtung des Schreiseins - Concertul nr.2 pentru violã, urlãtor și orchestrã de coarde; Comandã: Marius Ungureanu P.a.: Zürich, 24 noiembrie 1998. World Music Days 2000, Luxembourg
- op.76 Idile și Guerrille  pentru pian la patru mâini P.a.3 martie 1999, Studioul M. Jora al Radiodifuziunii Române; Valentina Sandu-Dediu, Dan Dediu
- op.77 Idylle, Choral und Guerrille pentru 7 instrumente. Comandã “Traiect”. P.a. Chisinãu, 11 octombrie 1998-11-03
- op.78 Lacrimae (in memoriam Anatol Vieru) pentru saxofon, pian și percutie. Comanda: trio “Contraste”.
- op.79 Latebrae (I. Massacro, II. Lied ohne Worte, III. Totentänzchen) pentru vioarã, violã și pian. Comanda: Marius Ungureanu, Karel Boeschoten și Aziz Kortel. P.a. Frauenfeld, Elveția, 7.03.1999, Freiburg, Germania, 8.03.1999
- op.80 Harmonisches Labyrinth und Fuge pentru cor a cappella. Comanda: Alfred-Toepfer Stiftung, Hamburg. P.a. Hamburg, Grosse Saal Hotel Atlantic-Kempinsky, Monteverdi Chor, Dirijor Gottfried Stier, 13 iulie 1999. Lucian Badian Editions, Ottawa.
- op.81 Concert pentru pian și percuție . Comanda: Game. P.a. Bacău, World Music Days, 4.10.99, ansamblul Game, dirijor Alexandru Matei, solist Dan Dediu
- op.82 Aurorae pentru cvintet de suflători. Comanda: Zürcher Bläserquintett. P.a.: Zürich, Tonhalle Kleiner Saal, Zürcher Bläserquintett, 4.10.99. Alte audiții: Roma
- op.83 Trauermusik für Ernst A. Ekker pentru mezzosoprană, flaut, vioară, cello, percuție și pian. Versuri de Marin Sorescu. Comandă: Christina Ascher și Janus Ensemble, Karlsruhe. P.a. Ravensburg, 11.04.2000.
- op.84 Frenesia pentru orchestră. Premiul ARD EXPO 2000, Hanovra. CD 1002, Editura Muzicală, București, 2000. P.a. 9 sept.2000, EXPO Hanovra, Filarmonica “G.Enescu”, dirijor Cristian Mandeal
- op.85 Forms of Farewell. Four Pieces on Wallace Stevens pentru clarinet și pian. P.a. Berlin, 29 martie 2000 (Raz Jackendoff și Valentina Sandu-Dediu)
- op.86 Spaima pentru orchestră de flaute, P.a. 25 ianuarie, Salle Cortot, Paris. OFF, Pierre-Alain Biget. Premiul I la Concursul OFF de la Paris, 2000.
- op.87 Trio pentru flaut, violă și harpă. P.a. 9 decembrie 2001, Luxemburg. Matthias Ziegler, Xenia Schindler, Marius Ungureanu
- op.88 Fulgor pentru pian la 4 mâini. P.a. 3 aprilie, București, Atheneul Român. DD + VSD
- op.89 Pastorale cynique pentru flaut și pian la mâna stângă P.a. Andrea Kollé și DD, Seelscheidt, 4 martie 2001. Versiune pentru pian la 2 mâini stângi. P.a. 25.02.2002, Hamburg, HfM, VSD + DD
- op.90 Falduri pentru vioară și violoncel (2001)
- op.91 Charon pentru corn solo (2001)
- op.92 Tanzt die Orange pentru voce și violă, versuri de R.M.Rilke. P.a. Zürich, 2001. M. și I.Ungureanu (2001)
- op.93 Cantata I – “Bergung des Schreiseins” (2001) pentru soprană, vioară, două viole și orchestră de coarde. Versuri de R.M.Rilke (Elegia a 8-a). Comandă Paul Maurer, Zürich. P.a. 31 ianuarie 2003, Zürich. Dirijor: Endre Guran,  Soliști: Eliana Fe, Karel Boeschoten, Marius Ungureanu, Antonia Siegers
- op.94 Mantrana pentru orchestră de cameră (2001). P.a. 19 martie 2003, Orchestra de Cameră Radio, dirijor Cristian Brîncuși
- op.95 Cantata a II-a “Unda lucis” pentru cor și orchestră mică (2002). P.a. parțială: 8.03.2002, UNMB, Orchestra Concerto și Corul Madrigal. Dirijor. Dorel Pașcu Rădulescu
- op.96 Naufragi pentru flaut solo (2002). P.a. 11 martie 2003, Zürich, ETH, Andrea Kollé
- op.97 Fantasia fantomagica sul nome B.E.C.H. pentru pian la 4 mâini (2002). P.a. 26 aprilie, București, New Europe College. Valentina și Dan Dediu
- op.98 Münchhausen. Operă de cameră în 3 acte (2002). Libret de Holger Siemann (lb.germană). Comandă Neuköllner Oper Berlin. Premieră: 3 noiembrie 2002, Berlin. Dirijor: Hans Peter Kirchberg, Regia: Boris von Poser
- op.98b Münchhausen-Szene pentru 3 cântăreți și 6 instrumente (2002). P.a. 24 octombrie 2002, Berlin, Akademie der Künste. Dirijor: HP Kirchberg
- op.99  Serenade funebre. In memoriam Tiberiu Olah pentru oboi și percuție (2002). P.a. 26 februarie 2003, Sala G. Enescu, UNMB, Dorin Gliga și Alexandru Matei
- op.100  Scorbura pentru 4 fagoți și 2 contrafagoți (2003). Comandă Ansamblul Fagotissimo, București. P.a. 17 mai 2003, SRR.
- op.101 Grana pentru orchestră (2003). Comandă a festivalului “Young Euro Classic”, Berlin. P.a. 17 august 2003, Konzerthaus Berlin, Orchestra “Concerto”, dirijor Dorel Pașcu. Comanda Festivalului "Young Euro Classic", Berlin.
- op.102  Verva pentru orchestră (2003). Comandă a Radiodifuziunii Române. P.a. 30 noiembrie 2003, ONR, dirijor Horia Andreescu
- op.103  Flamura pentru 4 celli (2003-2004)
- op.104  Detaliu de aripă pentru flaut, clarinet, trombon, percuție, vioară, cello și pian (2004)
- op.106 RagRapRaga pentru violă și clavecin (2004). P.a. Ladislau Csendes, Dolores Chelariu, SIMN 2004
- op.107 Nuferi pentru vioară și orchestră mică (2004). P.a. Zürich, HfM, Karel Boeschoten, Stringendo orchestra, dir. Jens Lohmann, 23.09.2004
- op.108a Viermi de măr pentru clarinet și corn (2004). P.a. Emil Vișenescu, Sorin Lupașcu, Atheneul Român, Sala Studio, 28.11.2004
- op.108b Viermi de măr pentru violă și clarinet (2004). Variantă pentru flaut și 2 piane, flaute si pian la 4 mâini. P.a. Ion Bogdan Ștefănescu, Valentina Sandu-Dediu, Dan Dediu, 27 februarie 2005, Atheneul Român
- op.109 Perla pentru soprană, contratenor, tenor, bariton, bas (2005). Versuri de F.Hölderlin și R.M.Rilke. P.a. Calmus Ensemble Leipzig, 13 iulie, Kalkhorst, Festspiele Mecklenburg-Vorpommern, Germania
- op.110 Jocul vieții și al morții. 3 poeme pentru soprană și pian (2005). Versuri: Ion Bogdan Ștefănescu. P.a. Bianca și Remus Manoleanu, Oradea, Sinaia, Heidelberg, Düsseldorf, Bruxelles.
- op.111 Tablouri dintr-o expoziție (reloaded) pentru trompetă, tubă și violoncel (2005). P.a. Till Fabian Weser si membri ai Bamberger Symphoniker, Domkripta, Bamberg
- op.112 The Grasshopper (Cosasul) pentru pian la mâna stângă (2005). Scrisă pentru Albert Sassmann, Viena.
- op.113 RANA – oratoriu. Work in progress. (2005)
- op.114 Paesaggio con Tosca pentru ansamblu de suflători și percuție (2005). Comandă a Sommer Oper Bamberg, 2005. P.a. Membrii ai Bamberger Symphoniker, 23 septembrie 2005, Villa Concordia, Bamberg
- op.115 EVA! – (2005-2006) operă într-un act pe un text de Matei Vișniec. P.a. Laura Dumitru, Adrian Prelucan, Dan Dediu, 30 mai 2009, SIMN, București
- op.116 De tenebrae pentru 4 tromboni (2005). P.a. 26 martie 2006, St.Sthephan, Bamberg, membrii ai Bamberger Symphoniker  op.117  Plastic-Rock Concerto  pentru flaut, vioară și ansamblu de coarde (2006). P.a. 25 martie, Atheneul Român, Ion Bogdan Ștefănescu, Keiko Urushihara, Ansamblul Concertino. Înregistrare și emisiune TVR Cultural.
- op. 118 Viermi de măr III – Habanera pentru flaut și violoncel. P.a. 24 aprilie 2006, Villa Concordia, Bamberg.
- op.119 Paesaggio con cacciatori pentru violoncel și pian (2005). P.a. 13 ianuarie 2006, Oldenburg, Uni, Laura Buruiană, Liuba Markova. Versiune nouă p.a.: 18 noiembrie 2006, Oldenburg, Horst Janssens Museum, Catalin Ilea, Michael Abramovich
- op. 120 Sexus pentru 4 voci bărbătești (contratenor, tenor, bariton și bas) pe texte de Cattulus și Gerhard Rühm. Comandă Schnittpunktvokal, Austria și a landului Kärnten. 3 variante ale piesei. P.a. Hannover, 30 septembrie 2006, Niedersächsische Festspiele
- op.121 Rhetorische Melodien - Suită pentru viola da gamba. P.a. 16 septembrie 2006, Villa Concordia, Bamberg, Ekkehard Weber
- op.122 Primavera pentru orchestră mare (2006-7). P.a. 7 martie 2008, SRR, Orchestra Națională Radio, dirijor Tiberiu Soare
- op.123 Cvartet de coarde nr.4 „Alphabet in Whirly Music” (2006). P.a. Cvartetul Profil, 29 octombrie 2006, București. Aula UCMR. Alte audiții: 26-27 mai 2008, Minguet Quartett, Festivalul SMC, Ateneul Român și NEC, București.
- op.124 Faust II: Chöre pentru soprană și pian. P.a. Heidelberg, 9 noiembrie 2006, Bianca și Remus Manoleanu
- op.125 Fanfare for the Recent Man pentru ansamblu de alămuri. Comanda Romanian Brass. P.a. 22 septembrie 2007 București, Festivalul Enescu, Romanian Brass, dir. Adrian Petrescu
- op.126 Uvertura pe teme săsești pentru cor și orchestră. P.a. 25, 26 octombrie 2007, Corul și Orchestra Filarmonicii G.Enescu, București, H.Andreescu. Rescrisă ca Hecatomba pentru orchestră.
- op.127 Flying Pigs pentru 4 saxofoane. P.a. 19 aprilie 2007, ICR Stockholm, Stockholm Saxofonquartett)
- op.128 Viermi de măr IV – Pierrot solaire pentru flaut și clarinet. P.a. 14 octombrie 2007, I.B.Ștefănescu, E.Vișenescu, Ateneul Român
- op.129 Rain Music – Händel in Macondo pentru taragot, bandă și orchestră mare. Comandă a Radiodifuziunii Române pentru anul Händel 2009. P.a. Adrian Petrescu, Orchestra Națională Radio, dirijor Radu Popa, noiembrie 2010, SRR
- op.130 Țurțuri. In memoriam Ștefan Niculescu pentru violist. P.a. 12.02.2008, Marius Ungureanu, Aula UCMR. Alte apariții: 1.03.2008, Zürich.
- op.131 Time Tattoos pentru oboi și pian. 1. Late 2. Soon 3. Then 4. Never. P.a. Muzeul G.Enescu, 11.03.2008, Adrian Petrescu, Verona Maier
- op.132 Aria dei sospiri pentru vibrafon solo. P.a. Daniel Richardson, Melbourne, 2012
- op.133 A Mythological Bestiary pentru vioară și pian. Comandă a Harvard Musical Association. P.a. Irina Mureșanu, Dana Ciocârlie, 26.04.2009, Harvard Musical association, Boston. Diana Moș, Valentina Sandu-Dediu, 28.05.2011, Sala Radio, București
- op.134 À la récherche de La Marseillaise de Stravinsky pentru vioară solo. P.a. Alexandru Gavrilovici, iulie 2008, Sighișoara. Versiune scurtată: Alexandru Tomecu, 9 martie 2012, SRR
- op. 135 Vria pentru 12 saxofoane. Comandă a European Saxophone Ensemble. P.a. European Saxophone Ensemble, 13 decembrie 2009, UNMB, București
- op.136 Furia pentru flaut (+picc.), vioară, cello și pian. Comandă a ansamblului „The Pearls before Swine Experience”, Stockholm. P.a. Ansamblul ”Profil”, 15 decembrie 2010, UNMB, Festival Meridian
- op.137 Hymnus phantasticus pentru trompetă și orchestră. P.a. 27 aprilie 2009, Hamburg, Laeiszhalle, Hamburger Sinfonietta, dir. Max Pommer, Jeroen Berwaerts, trompetă
- op.138 Febra – Triplu Concert pentru violoncel, flaut, clarinet și orchestră. P.a. 13 decembrie 2013, SRR, Orchestra Națională Radio, Tiberiu Soare, soliști: Ion Bogdan Ștefănescu, Emil Vișenescu, Răzvan Suma
- op.139 Hyperkardia II pentru orchestră de cameră.  P.a. 4 septembrie 2009, Ateneul Român, Festivalul Enescu 2009, Ansamblul Profil, dirijor Tiberiu Soare
- op.140 Sphères - Cvartet de coarde nr.5. P.a. 10 aprilie 2012, Muzeul G. Enescu, București; Ladislau Csendes, Diana Moș, Marian Movileanu, Mircea Marian
- op.141 Hibernator – Concert pentru trombon și orchestră (2010). P.a. Barrie Webb, Orchestra Națională Radio, dirijor Horia Andreescu, 28 mai 2010, SIMN, SRR
- op. 142 Shopping Chopin pentru 3 piane (2010). P.a. Valentina Sandu-Dediu, Dan Dediu, Mihai Măniceanu, 27 februarie 2010, UNMB, Festival Chopin
- op. 143 Pirouettes pierrotiènnes pentru vioară, violă, violoncel și pian (2010). P.a. Ansamblul Raro, 6.11.2010, Ateneul Român, Festival SoNoRo, București
- op. 144 Copiii noștri pentru soprană, clarinet și pian (2010) Versuri de Kahlil Gibran, traducere de Radu Cârneci. P.a. Bianca și Remus Manoleanu
- op. 145 Viermi de măr V - Tango with Zombies pentru saxofon (sopran și tenor) și trombon. P.a. 15 noiembrie, Bilbao, Jimmy Sein și Barrie Webb
- op. 146 Essai sur le Globe pirate pentru clarinet, cvartet de coarde și pian (2010/2011). P.a. Florian Popa, Ansamblul Musica Nova. Andrei Vieru, 4.09.2011, Festival George Enescu, SRR
- op. 147 O scrisoare pierdută. Operă în două acte după piesa de I.L.Caragiale, libret de Ștefan Neagrău (2008-2012). Premiera: 16 decembrie 2012, Opera Națională București, dirijor Tiberiu Soare, regia Ștefan Neagrău, scenografie și costume Viorica Petrovici, maestru de cor Daniel Jinga (Trahanache – Florin Diaconescu, Tipătescu – Stefan Popov, Cațavencu – Andrei Lazăr, Farfuridi – Vasile Chișiu, Zoe – Simonida Luțescu, Pristanda - Ștefan Schuller, Dandanache – Răzvan Georgescu, Brânzovenescu – Daniel Pop, Corul ONB)
- op. 148 Hyperkardia III. In memoriam Alfred Schnittke e Edison Denisov pentru 15 instrumentiști (2011). P.a. 18 mai 2011, Moscow Contemporary Music Ensemble, dirijor Igor Dronin, Sala Rahmaninov, Conservatorul ”P.I.Ceaikovski”
- op.149 Viermi de măr VI (Apflewürmer VI) pentru oboi, clarinet, fagot, vioară, violoncel, pian și percuție (2012). P.a. Ansamblul Archaeus, dirijor Liviu Dănceanu, 22 aprilie 2012, Forum Neuer Musik, Köln, Deutschlandfunk
- op. 150 O Magnum Mysterium pentru 6 voci soliste (2013). P.a. iulie 2013, Țintea Muzicală și Catedrala Metropolitană, Ploiești. 8 decembrie, The Astra Choir, dirijor John McCaughey, Sacred Heart Church, Carlton, Melbourne
- op. 151 Exultate, jubilate! pentru cor a cappella (2013). P.a. 15 septembrie 2013, Corul Madrigal, dirijor Voicu Popescu, Ateneul Român, Festival George Enescu. 15 iunie 2014, The Astra Choir, dirijor John McCaughey, Carmelite Church, Middle Park, Melbourne
- op.152 Gemini-Studies pentru două viori (2013). P.a. Alexandru Tomescu și Pavel Sporcl, 28.11.2013, Ateneul Român (turneu național)
- op. 153 Spini pentru orchestră (2014). P.a. 19 martie 2015, Ateneul Român, Filarmonica ”G. Enescu”, dirijor Horia Andreescu
- op. 154 Viscous Sun pentru clarinet, vioară, violoncel și pian (2014). P.a. Mercury Quartet London, 20.10.2014, ARCUB, Festival InnerSound ed.a II-a, București
- op. 155 Corruption. A Biography pentru oboi, violă, percuție și pian (2014-2015). P.a. Arco van Zon, Marius Ungureanu, Jonas Bové, Dan Dediu, 14.03.2015, Klasiksal, Musikhus Aalborg, Danemarca
- op. 156 Neliniște. Două lieduri pe același text de Leonid Dimov (2014)
- op. 157 Wagner Under – ConcertOperă pentru oboi (+corn englez), corn, trombon, violă și orchestră mare (2014-2015). P.a. Rumon Gamba, dirijor, Orchestra Simfonică din Aalborg, 07.05.2015, Musikhus Aalborg, Danemarca
- op. 158 Vitrines & Vitraux – Dublu Concert pentru vioră, violoncel și orchestră (2014-2015). P.a. Raluca Stratulat, vioară, Andreea Țimiraș, cello, Adrian Morar, dirijor, Orchestra Națională Radio, 28.05.2015, Radio România
- op. 159 Hyperkardia IV (Daughter of Fulgor and Hyperkardia III) pentru pian la patru mâini și orchestră de cameră (2015). P.a. Valentina Sandu Dediu, Dan Dediu, pian, Tiberiu Soare, dirijor, Profil-Sinfonietta, 04.09.2015, Fastival Enescu 2015
- op.160 Die Seele (Sufletul) – Simfonie pentru soprană, orgă și orchestră pe versuri de Ernst Jandl și J.W.Goethe (2015). P.a. Gheorghe Costin, dirijor, Orchestra Simfonică a Filarmonicii Banatul, 08.10.2015, TimOrgelFest, Filarmonica Timișoara

## Cărți
Dan Dediu - "Episoade și viziuni - Ludovic Feldman"
Publicat: București: Editura Muzicală, 1991 
Dan Dediu, Valentina Sandu-Dediu - "Dan Constantinescu - esențe componistice"
Publicat: București: Editura Inpress, 1998 
Dan Dediu - "Radicalizare și guerrilla. Teorii, ipoteze și proiecții muzicale, Editura Muzicală, București, 2004 
Dan Dediu - Cei 9 "i" sau cum compunem. Posibil ghid de compoziție după metoda ficționalistă, Editura Didactică și Pedagogică, București, 2012 
Dan Dediu - Mecanisme de validare muzicală. Instanțe, criterii, instrumente, in: Colecția conferințe doctorale, Editura Universității Naționale de Muzică, București, 2013 
Dan Dediu, Siluete în mișcare: Eseuri despre compozitori români, Editura Muzicală, București, 2022 
Discografie
Ornements - Simfonie pentru orchestrã de coarde, în The International Week of New Music, Bucharest 1991, Orchestra "Concerto", dirijor: Dorel Pașcu, LP, Electrecord ST-CS 0267  
Sepia Girl, in New Music From Romania. Avantgarde compositions from Romania for Viola & Clarinet, Aurelian-Octav Popa (clarinet), Sanda Craciun (viola), Edition ProViva, Intersound GmbH, München, Germany, 1997, ISPV 180 CD, B.-Nr. 7197580
Dan Dediu - Chamber Works [String Quartet No.3 (Irina Muresanu, Diana Mos, Ladislau Csendes, Andrei Kivu, cond.Radu Popa), Sphinxes pour une Symphonie (Christian Alex. Petrescu, Dan Dediu), Don Giovanni/Juan (Irina Muresanu, Valentina Sandu-Dediu), Griffon (Sanda Craciun, Valentina Sandu-Dediu), De Caelo (Iulian Rusu, Nadia Hamoudi, Sorin Juganaru, Dan Avramovici, Emil Visenescu, Sabin Tolea, cond. Aurelian Octav Popa], Romanian Radio Broadcasting Corporation, Romania, 1998,  DDCD 1001, UCMR-ADA 8A12030, 
Frenesia for orchestra (“George Enescu” Bucharest Philharmonic Orchestra, cond. Cristian Mandeal), in Romanian Contemporary Music. A European Rhapsody, Editura Muzicala, Bucharest, EM 1002, Romania, 2000. BIEM UCMR-ADA 0517171
Etudes-Motto (Motto-Studien) for orchestra (Radio Chamber Orchestra, cond. Ludovic Bacs), in Romanian Symphonic Works V, Editura Muzicala, Bucharest, EM 008, Romania, 2000. UCMR-ADA Oa 10360
Ubu Blues for piano (Marcel Worms), in More New Blues For Piano, NM Extra 98021 (MGN and Radio Netherlands), 2001, Netherlands
Forms of Farewell, Sonatina surrealissima (Ray Jackendoff – clarinet, Valentina Sandu-Dediu – piano), in Romanian Music for Clarinet and Piano, Editura Muzicala 018, Bucharest, 2002. UCMR-ADA 2 A 12373
Forms of Farewell, Sonatina surrealissima (Ray Jackendoff – clarinet, Valentina Sandu-Dediu – piano), in Romanian Music for Clarinet and Piano, Albany Records, USA, 2003. TROY529
Dan Dediu. Apferwürmer, CD portret (Ion Bogdan Ștefănescu, Valentina Sandu Dediu, Dan Dediu), Cavalli Records CCD 288, Bamberg, 2007. 
Dan Dediu. Piano Pieces, CD portret (Valentina Sandu Dediu, Dan Dediu), Deutschlandradio/NEOS 10713, Germania, 2007
Dan Dediu, Spheres, CD portret (Diana Moș, Valentina Sandu-Dediu, Marian Movileanu, Ladislau Csendes, Mircea Marian, Cvartetul Rivinius), Radio România, Casa Radio 362 DDD, 2013
Dan Dediu, Visceralia. Rain Music, Orchestral Music, cdmaker, USA, 2013
Dan Dediu, Nuferi pentru vioară și orchestră (Orchestra de Cameră Radio, dirijor Gheorghe Costin, solist Ladislau Csendes), în Antologia Muzicii Românești- CD 45, Muzică simfonică și de cameră, UCMR și Radio România, 2014
Dan Dediu, Vitrine și vitralii - Dublu Concert pentru vioară, violoncel și orchestră, op.158 (Orchestra Națională Radio, dirijor Adrian Morar, Raduca Stratulat (vioară), Andreea Țimiraș (violoncel), în Antologia Muzicii Românești, SIMN 2015, UCMR și Radio România, 2015
Informațiile despre activitatea lui Dan Dediu sunt culese de pe site-ul CIMEC.ro, actualizate în 2003.